# Chuột chù nước miền Bắc
Chuột chù nước miền Bắc, tên khoa học Chimarrogale himalayica là loài thú thuộc họ Chuột chù. Chúng được Samuel Frederick Gray mô tả năm 1842. Loài này được phát hiện ở Trung Quốc, Ấn Độ, Myanma, Thái Lan, Lào, Nhật Bản, Đài Loan và Việt Nam.